# Paqué
Paqué is een Duits historisch merk van clip-on-motoren en motorfietsen.
De bedrijfsnaam was: August Paqué, Motoren- und Motorradfabrik, later Paqué & Co., Motoren- und Motorradfabrik, Augsburg.
August Paqué bouwde vanaf 1922 clip-on-motoren van 140 cc, maar later ook 147cc- en 197cc-motorfietsen met eigen kopklepmotoren. Deze motorblokken werden ook aan andere merken, zoals Busse, Zürtz en Ammon, geleverd. Er werden ook nog kleine aantallen OHC-modellen van 197 cc en 497cc-zijkleppers gebouwd. De Paqué-motorfietsen waren in hun tijd modern, maar in 1926 werd de productie toch beëindigd.